# Kim Ju-seong
Kim Ju-seong (김주성?; Pusan, 9 novembre 1979) è un ex cestista sudcoreano.

## Carriera
Con la Corea del Sud ha disputato due edizioni dei Campionati mondiali (1998, 2014) e cinque dei Campionati asiatici (2001, 2007, 2009, 2011, 2013).